# Orunia-Św. Wojciech-Lipce
Orunia-Św. Wojciech-Lipce (in tedesco: Ohra-St. Albrecht-Guteherberge) è una frazione di Danzica, situata nella parte meridionale della città.